# Suwannee River
Der Suwannee River (auch Suwanee River oder Swanee River) ist ein Fluss, der durch die US-amerikanischen Bundesstaaten Florida und Georgia fließt. Seine Länge beträgt 426 Kilometer. 
Der Fluss hat seinen Ursprung im Okefenokee-Sumpf in Fargo. Der Fluss fließt dann in südwestlicher Richtung nach Florida. In White Springs ändert sich die Fließrichtung in westliche Richtung, hier münden außerdem der Alapaha River und der Whitlacoochee River in den Suwannee River. In der Nähe des Ortes Suwannee in Florida mündet der Fluss in den Golf von Mexiko. 

## Geschichte
Zur Zeit der spanischen Erkundungsexpeditionen in den 1530er Jahren lebte an den Flussufern das Volk der Timucua, das den Fluss Suwani nannte. Der Name lässt sich mit Echo-Fluss übersetzen. Im 18. Jahrhundert lebten Seminolen am Fluss. Kurz vor dem Amerikanischen Bürgerkrieg verkehrte ein Dampfschiff auf dem Fluss. Im späten 19. Jahrhundert entstand ein Kurort in White Springs, weil man dort Sulfat-Quellen entdeckte, denen man eine heilende Wirkung zusprach.

## Musik
Der Suwannee River ist das Thema von Stephen Fosters Ballade Old Folks at Home, in der er von einem Swanee River spricht. Foster bezog sich eigentlich auf den Pedee River in South Carolina, schrieb aber den Namen des Flusses falsch. Foster selber sah niemals den Fluss, den er berühmt machte. George Gershwins Lied, das durch Al Jolson berühmt wurde, buchstabiert den Fluss gleichfalls falsch. Hier heißt er Swanee. In beiden Musikstücken spielen Banjos eine Rolle und greifen Reminiszenzen auf, die eher für das Plantagenleben im South Carolina typisch sind als für die Sümpfe und kleinen Farmen an der Küste Georgias und Floridas.
Ab 1952 wurde aus Live Oak, Florida, eine Country-Sendung namens Suwanee River Jamboree gesendet, dessen Name an den Suwanee River angelehnt ist. Moderatoren waren die Stanley Brothers.
Erwähnt und zitiert wird der Song Swanee River auch von der US-amerikanischen Bürgerrechtlerin Anne Moody in ihrer Autobiographie "Coming of age in Mississippi". Sie beschreibt eine tiefe Verbundenheit der Menschen in der Kleinstadt Centreville mit diesem Stück: „I got a feeling that there existed some kind of sympathetic relationship between the older Negroes and whites that the younger people didn't quite get or understand.“

## Der Suwannee River Wilderness Trail
Der Suwannee River weist heute einen Weitwanderweg auf, den sogenannten Suwannee River Wilderness Trail. Er ist den gemeinsamen Anstrengungen des Umweltministeriums von Florida, dem Suwannee River Water Management District und acht Landkreisen entlang des Suwannee River Tals zu verdanken. Der Wanderweg führt vom Stephen Foster Folk Culture Center State Park bis zum Golf von Mexiko. 